# Софија Пасковић
Софија Пасковић (Нови Сад, 1809. -  Беч, 1874.) добротворка која је била позната као „Омладинска матера” јер је помагала сиромашне ђаке, нарочито оне из Босне и Херцеговине, Србије и Црне горе. 

## Биографија
Рођена је у богатој новосадској породици Камбер, а удајом је ушла у породицу Пасковић пореклом из Осијека. Једно време је живела у Вуковару где је 1835. године родила сина Ђоку. Имала је и три ћерке Јулку, Ану  и Марију. Њен миљеник Ђока је завршио права и агрономију и 1864. године се разболео и преминуо у Новом Саду. 

### Добротворни рад
Седам година после смрти сина Софија Пасковић као спомен на њега оснива задужбину под називом „Фонд Ђоке Пасковића” са жељом да се из тог фонда потпомажу и српска књижевност и сиромашни ученици. Првенство код добијања стипендија имали су ђаци из Новог Сада, Вуковара и Осијека. Управу над фондом је поверила Матици српској.

### Политички активизам
У Новом Саду се средином шездесетих година 19. века ширио Омладински покрет коме су се са великим одушевљењем прикључиле и жене. Софија Пасковић је заједно са Милицом Јовановић радила на оснивању Женског омладинског покрета у Новом Саду. Јавно је упутила Новосађанкама позив да се организују и да изаберу за Нови Сад женски омладински одбор. Преко “Заставе” Софија Пасковић “у име својих многих друга” упутила је позив свим  Новосађанкама да дођу на састанак, “да изаберемо за Нови Сад наш, женски омладински одбор, који ће по примеру месног одбора наше мушке браће одправљати међу женскињем оне омладинске послове које мушки одбор буде вршио међу мушкима”.Због заслуга за оснивање одбора и прилога који је дала у фонд за бригу о сиромашним и болесним људима изабрана је за председницу. Такође је заслужна за оснивање женских школа и на њен предлог је за ту сврху основан посебан одбор. 
На дочеку Светозара Милетића из затвора у Вацу 1871. године Софија је одржала говор, што потврђује да је имала значајно место не само у друштвеном већ и у политичком животу Новог Сада.
Данас улица у Новом Саду носи име Софије Пасковић.